# Brehy
Brehy (in ungherese Magasmart, in tedesco Hochstein) è un comune della Slovacchia facente parte del distretto di Žarnovica, nella regione di Banská Bystrica.